# 天主教奧古教區
天主教奧古教區 （拉丁語：Dioecesis Auguensis）是尼日利亞一個羅馬天主教教區，屬奧尼查總教區。
教區成立於2005年7月8日，包括埃努古州南部。2012年有教友375,721人（佔轄區人口53.2%）、四十二個堂區、五十二名司鐸。現任教區主教為若望‧伊費阿尼舒庫‧奧科耶。

## 歷任教長
- 若望‧伊費阿尼舒庫‧奧科耶（2005年7月8日—）